# Hallenberg (Adelsgeschlecht)

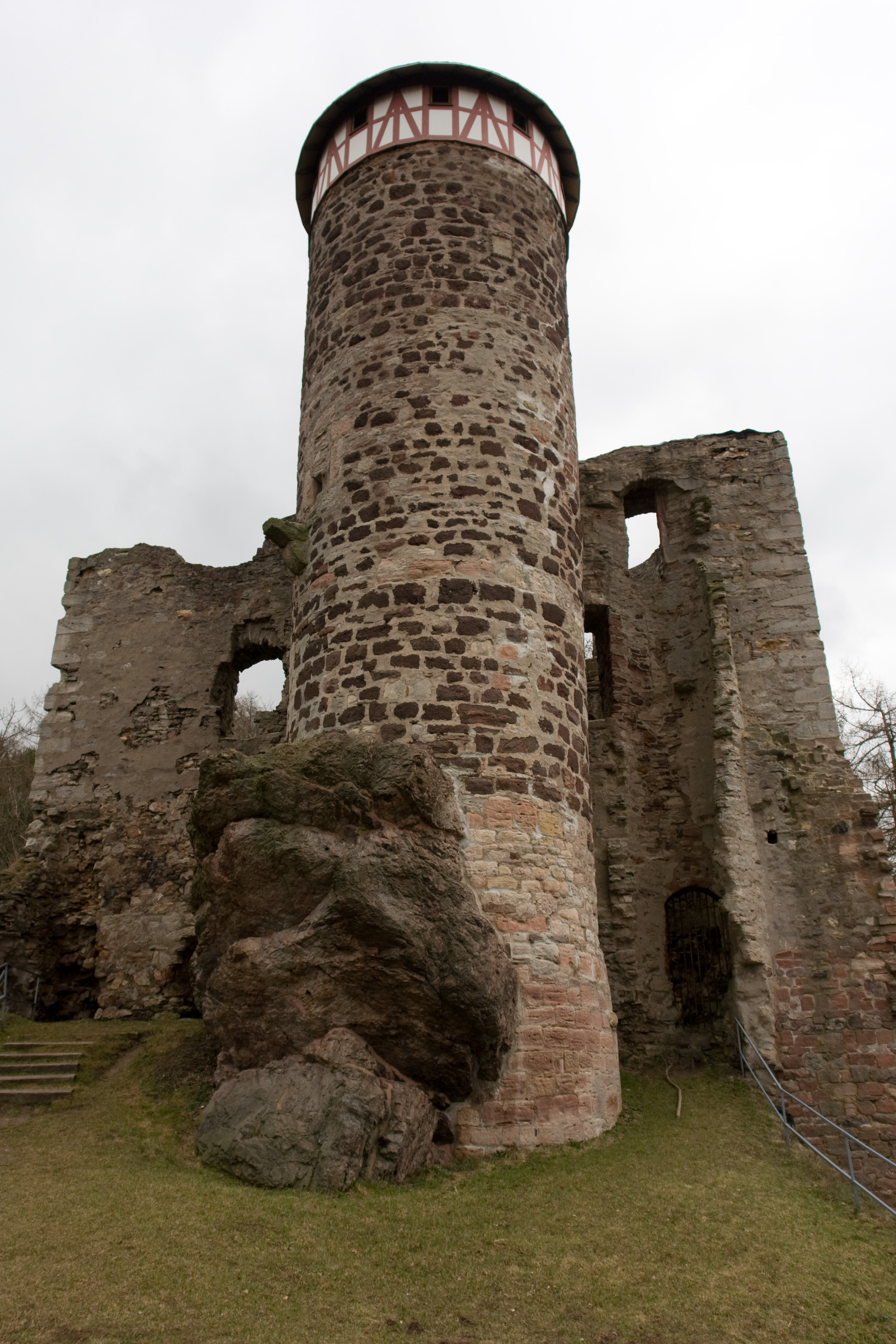
Ruine der Hallenburg

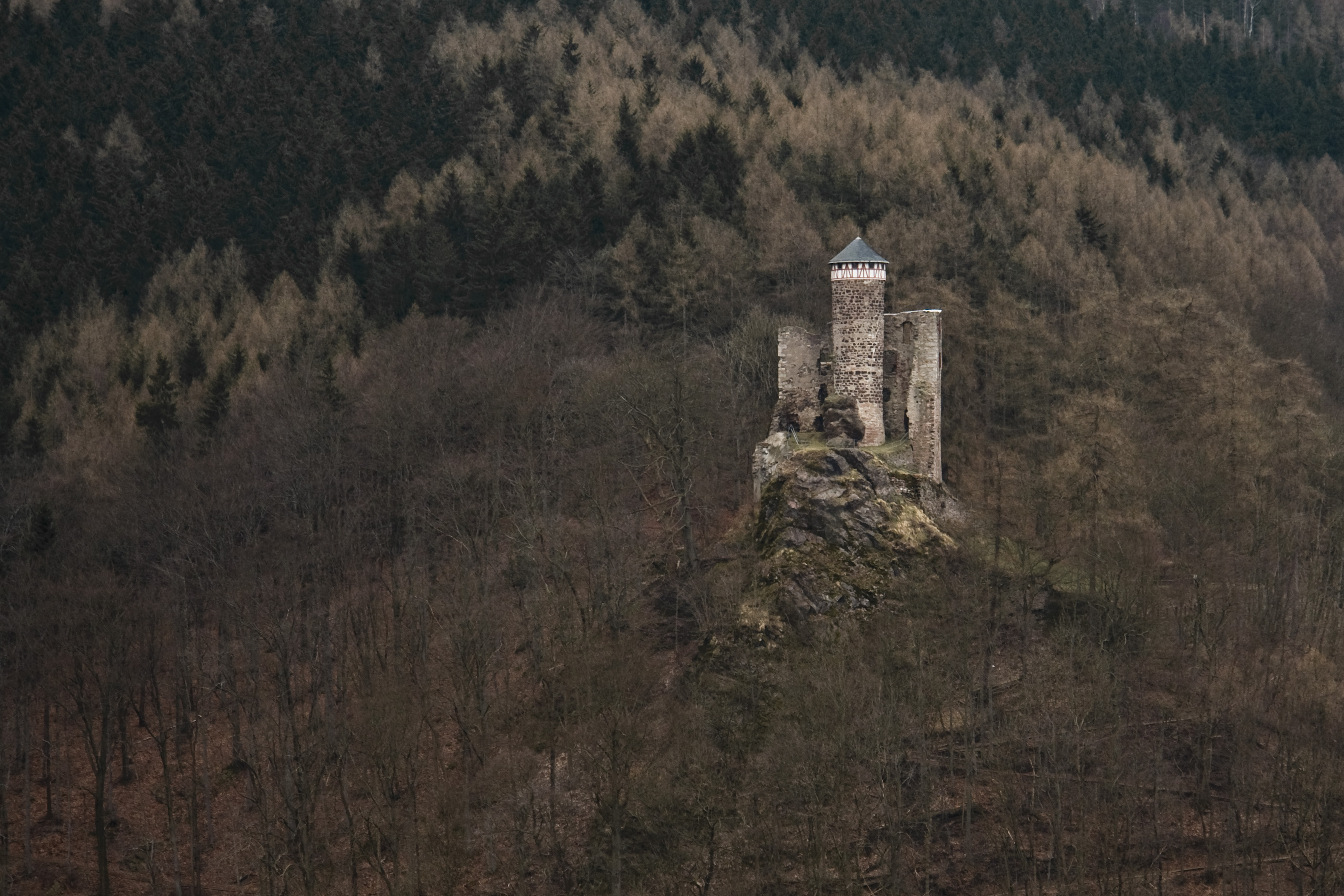
Die Hallenburg am Arnsberg über Steinbach-Hallenberg

Die Herren von Hallenberg waren ein fränkisches Adelsgeschlecht, das im 13. Jahrhundert eine dynastische Kleinherrschaft im Raum Steinbach-Hallenberg bildete.

## Die Hallenburg
Sitz der Herren von Hallenberg war die Hallenburg. Sie liegt auf einem etwa 80 m hohen, nach drei Seiten hin steil abfallenden Porphyrfelsen am Arnsberg. Im Tal vor der heutigen Ruine liegt die Stadt Steinbach-Hallenberg.

## Geschichte
Die Kleinherrschaft der Herren von Hallenberg könnte bis in die Anfänge des 12. Jahrhunderts zurückgehen, da der Grenzverlauf einer Reinhardsbrunner Klosterurkunde aus dem Jahre 1111 Rückschlüsse auf ein Herrschaftsgebiet um die Hallenburg zulässt. Die Hallenburg soll sich unter den von Kaiser Otto IV. im Jahre 1212 zerstörten Schlössern befunden haben, was die Vermutung nahelegt, dass die heutige Ruine Anfang des 13. Jahrhunderts auf älteren Grundmauern von den Herren von Hallenberg errichtet wurde.
1228 wird bei der Entvogtung des Klosters Rohr unter anderem ein Reginhald von Haldinberc als Handlungszeuge genannt. Mit dem Erwerb der Herrschaft Hallenberg durch die Grafschaft Henneberg endete 1232 die dynastische Kleinherrschaft. 1232 wird Reinhard von Hallenberg als hennebergischer Dienstmann bezeichnet.
Die Kleinherrschaft der Herren von Hallenberg war der Ausgangspunkt der Entstehung des späteren Amtes Hallenberg, das den Burgvogteibezirk mit den beiden Orten Unter- und Obersteinbach sowie einem größeren Waldbezirk umfasste.